# 月亮山野人
月亮山野人是指出没于中国贵州省月亮山地区的野人，其历史可追溯至1930年，至今已有超过1000名目击者，同时有发现疑似野人脚印与毛发。

## 历史
1930年6月，贵州黔东南苗族侗族自治州榕江县计划乡计划村的12名苗族猎人捕获一只雌性野人，在将其带回村寨后食用。
1984年，中国野人研究者刘民壮教授带领一支考察队在贵州榕江县发现疑似野人毛发。
1996年1月18日，贵州省黔东南苗族侗族自治州榕江县计划乡摆拉村一名老人遭遇野人袭击身亡。